# Karl Schübel
Karl Schübel (* 26. November 1904 in Haiterbach; † 4. Dezember 2000 in Aalen) war ein deutscher Kommunalpolitiker. Er war in Aalen Bürgermeister (NSDAP) von 1935 bis 1945 und Oberbürgermeister (parteilos) von 1950 bis 1975.

## Leben
Schübel studierte von 1928 bis 1932 Rechtswissenschaften in Tübingen, Berlin und Köln. Die 1. juristische Staatsprüfung legte er in Tübingen im Frühjahr 1932 ab, die Promotion zum Doktor der Rechte erfolgte am 4. August 1932 in Tübingen bei Ludwig von Köhler.  (Dissertation: "Die rechtliche Stellung des Ortsvorstehers im württ. Gemeinderecht". Veröffentlicht 1932 im Verlag von W. Kohlhammer/Stuttgart). Die anschließende  Referendarzeit schloss er im Juni 1935 mit der 2. juristischen Staatsprüfung ab. Im März 1935 wurde er vom Württembergischen Innenministerium als Nachfolger des damaligen Amtsverwesers Karl Barth (NSDAP) zum Bürgermeister von Aalen ernannt. Nach Ende des Zweiten Weltkriegs wurde er im Juli 1945 von der amerikanischen Militärregierung als letzter der Bürgermeister, die im Dritten Reich amtiert hatten, abgesetzt. Am 18. Mai 1945 war in Aalen bereits ein Gemeindebeirat gebildet worden. Im Rahmen der Entnazifizierung wurde Schübel im Mai 1949 in Zweiter Instanz in die Gruppe der Mitläufer eingestuft.
Im Mai 1950 wurde Karl Schübel nach dem Tod des damaligen Amtsinhabers Otto Balluff zum Oberbürgermeister der Stadt Aalen gewählt. Bei seiner Wahl erhielt er unter drei Bewerbern 87 % der abgegebenen Stimmen bei einer Wahlbeteiligung von 81 %. Wahlplakate des Gegenkandidaten Peter Lahnstein waren aufgrund seiner jüdischen Abstammung mit antisemitischen Parolen beschmiert worden.
In den Jahren 1956 und 1968 wurde Karl Schübel wiedergewählt. Wegen seiner vielfältigen Verdienste um die Stadt verlieh ihm der Gemeinderat 1974 das Ehrenbürgerrecht. 1975 trat Schübel in den Ruhestand.